# 倫瑟姆 (麻薩諸塞州)
倫瑟姆（英語：Wrentham）是一個位於美國麻薩諸塞州諾福克縣的鎮。

## 人口
根據2020年美國人口普查的數據，倫瑟姆的面積為59.40平方千米，當中陸地面積為57.50平方千米，而水域面積為1.90平方千米。當地共有人口12178人，而人口密度為每平方千米205人。